# Hipoteza pistoletu metanowego

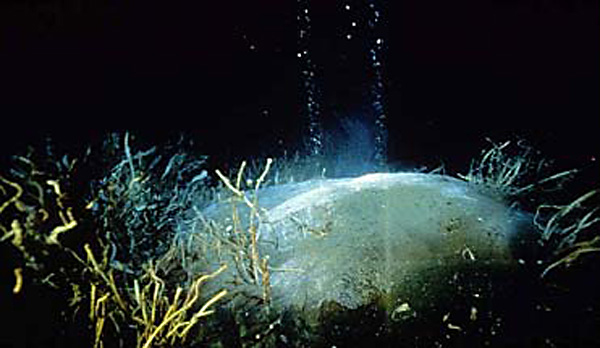
Bryła hydratu metanu na dnie morza. Widoczny uwalniający się gazowy metan

Hipoteza pistoletu metanowego – hipoteza zakładająca, że wzrost temperatury morza (lub obniżenie się poziomu morza) może wywołać nagłe uwolnienie metanu ze złóż klatratu metanu znajdujących się w dnie morskim oraz wiecznej zmarzlinie. Ponieważ metan jest gazem cieplarnianym, spowodowałoby to dalszy wzrost temperatury i destabilizację złóż klatratu metanu – w efekcie rozpoczynając nieodwracalny (niczym wystrzał z pistoletu) proces dodatniego sprzężenia zwrotnego.
W swojej oryginalnej postaci hipoteza zakładała, że „pistolet metanowy” może powodować nagły wzrost temperatury w okresie krótszym niż życie ludzkie oraz że był odpowiedzialny za wystąpienie ciepłych okresów podczas i po okresie maksimum ostatniego zlodowacenia. Obecnie uważa się to za mało prawdopodobne.
Istnieją dowody na to, że sprzężenie zwrotne z udziałem złóż klatratu metanu mogło spowodować w przeszłości drastyczne zmiany w środowisku oceanicznym (takie jak zakwaszenie i stratyfikacja wód oceanicznych) oraz w atmosferze ziemskiej. Okresami, które wiąże się z wystąpieniem zjawiska „pistoletu metanowego”, są paleoceńsko-eoceńskie maksimum termiczne (56 milionów lat temu) oraz, najbardziej prawdopodobnie, wymieranie permskie (podczas którego wyginęło do 96% gatunków morskich, 252 miliony lat temu).

## Mechanizm działania zjawiska

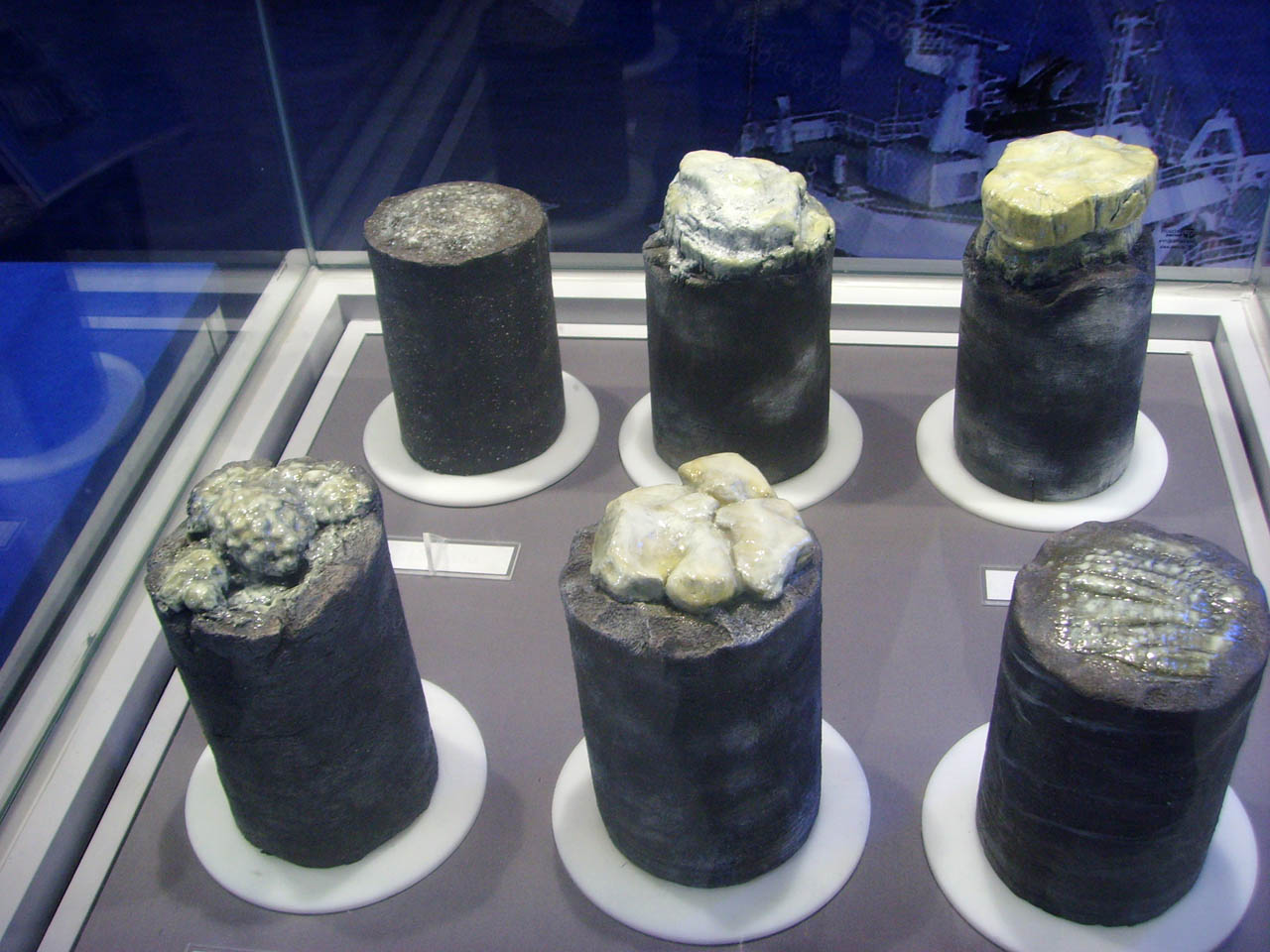
Przykładowe klatraty metanu

Hipoteza pistoletu metanowego została oparta na założeniu, że uwolnienie metanu ze złóż klatratów metanu może być potencjalną przyczyną gwałtownego globalnego ocieplenia. Złoża klatratu metanu zlokalizowane są wzdłuż brzegów kontynentów na umiarkowanych głębokościach (od 250 m do kilku tysięcy metrów pod poziomem wody), gdzie są stabilizowane przez ciśnienie wody oraz temperaturę. Mogą one ulec destabilizacji w wyniku wzrostu temperatury wody lub geologicznego zaburzenia złoża. Ilość węgla zdeponowanego w złożach klatratów metanu szacuje się na około 500–2000 Gt. Dla porównania: w innych złożach gazu zdeponowane jest 230 Gt węgla, a w atmosferze ziemskiej znajduje się go obecnie około 800 Gt. O istocie wpływu metanu na efekt cieplarniany decyduje fakt, że metan jest znacznie intensywniej działającym gazem cieplarnianym niż dwutlenek węgla. Pomimo swojego okresu trwania w atmosferze liczącego około 12 lat metan ma potencjał tworzenia efektu cieplarnianego równy 86 w okresie 20 lat oraz 34 w okresie 100 lat (podane liczby są prawdopodobnie zaniżone). Oznacza to, że w okresie 100 lat wpływ metanu na temperaturę atmosfery będzie 34 razy większy niż dwutlenku węgla o tej samej masie. W wyniku wzrostu temperatury atmosfery ziemskiej może dojść do powstania dodatniego sprzężenia zwrotnego pomiędzy zawartością metanu i produktów jego utleniania w atmosferze a emisją metanu ze złóż klatratów metanu ulegającym postępującej destabilizacji pod wpływem wzrostu temperatury. Zjawisko to wzmocniłoby istniejący już obecnie efekt globalnego ocieplenia.

### Prawdopodobne przypadki uwolnienia metanu z klatratów

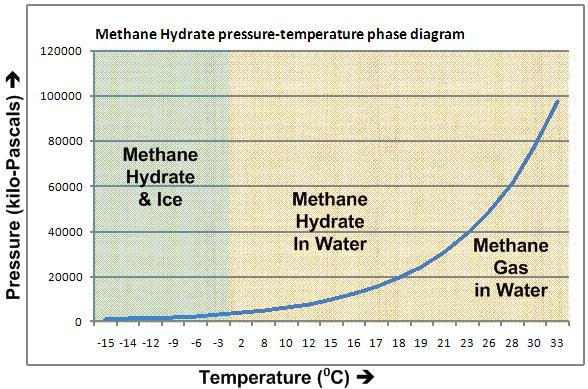
Diagram fazowy pokazujący zależność ciśnienia i temperatury podczas uwalniania metanu z klatratów

Nagłe uwolnienie dużych ilości gazu ziemnego ze złóż klatratu metanu podczas niekontrolowanej zmiany klimatu mogą być przyczyną przeszłych, obecnych i przyszłych zmian klimatu. Niekontrolowana emisja zdeponowanego metanu jest jednym z najpoważniejszych możliwych rezultatów wzrostu temperatury. Klatrat metanu znajdujący się w zmarzlinie równikowej mógł odgrywać także ważną rolę w procesie gwałtownego ogrzania „Ziemi-śnieżki” 630 milionów lat temu. Niektórzy naukowcy uważają, że było ono główną przyczyną globalnego wzrostu temperatur o 6 °C, jakie nastąpiło pod koniec wymierania permskiego.
Masowe uwolnienie metanu prawdopodobnie miało miejsce także podczas paleoceńsko-eoceńskiego maksimum termicznego 55,5 miliona lat temu. Pomiary izotopów węgla w rdzeniach osadów oceanicznych z tego okresu wskazują, że w przeciągu kilku tysięcy lat uwolnione zostało 1500–2000 Gt węgla pochodzącego z metanu. W wyniku tak dużego wzrostu udziału gazów cieplarnianych w atmosferze ziemskiej nastąpiło gwałtowne globalne ocieplenie (w zależności od regionu średnie temperatury wzrosły od 1 do 8 °C).
Uważa się, że także duże wahania temperatury, jakie miały miejsce podczas ostatniego zlodowacenia, mogły być spowodowane przypadkami gwałtownego uwolnienia metanu z jego hydratów. Ciepły okres Bølling-Allerød, jaki miał miejsce pod koniec ostatniego zlodowacenia, pokrywa się z czasem powstania dużych uskoków w obrębie stoków kontynentalnych, którym towarzyszył wzrost objętości metanu w atmosferze o 200 ppb. W rejonie delty Amazonki na głębokościach, na których klatraty są najbardziej podatne na destabilizację (200–600 m pod poziomem wody), miały miejsce dwa duże osuwiska o wielkości porównywalnej do rozmiaru Jamajki. Innym dowodem potwierdzającym teorię jest fakt, że wszystkie gatunki otwornic żyjące w tamtym regionie odnotowały w tamtym okresie wyraźny (22%) skok zawartości izotopu 13C potwierdzający teorię o dużym współczesnym uwolnieniu metanu z klatratów, które zawierają zmniejszone ilości izotopu 13C. Istnieją także dowody na współzależność pomiędzy występowaniem podwodnych osuwisk oraz uskoków a zwiększoną zawartością metanu w atmosferze w okresie preborealnym. Także zawartość izotopów węgla wskazująca na wzrost atmosferycznego metanu o 30% podczas deglacjacji mogła być spowodowana destabilizacją klatratów metanu.

### Ocean Arktyczny
Badania przeprowadzone w 2008 roku w syberyjskiej Arktyce wykazały, że prawdopodobnie w wyniku perforacji podwodnej zmarzliny aktualnie uwalniane są miliony ton metanu. Miejsca zwiększonej emisji metanu zlokalizowano u ujścia rzeki Leny oraz pomiędzy Morzem Łaptiewów i Morzem Wschodniosyberyjskim. Za zjawisko może odpowiadać aktywność geotermiczna w rejonie uskoków tektonicznych oraz rozpuszczanie podwodnej zmarzliny w deltach syberyjskich rzek, niosących wody roztopowe. Aktualna roczna emisja metanu jest szacowana na 5×105 t. Shakhova i współpracownicy (2008) szacują, że pod arktyczną podmorską zmarzliną jest obecnie zdeponowane w postaci metanu i hydratów metanu nie mniej niż 14×1011 t (1400 Gt) węgla, na co składają się:
- złoża klatratów metanu zlokalizowane pod lub w podmorskiej zmarzlinie, szacowane na nie mniej niż 540 Gt
- złoża gazu zlokalizowane pod złożami klatratów, szacowane na około 360 Gt oraz
- około 500 Gt węgla, który może być zdeponowany w obrębie nie cieńszej niż 25 m zmarzliny tego typu.

Biorąc pod uwagę fakt, że 5–10% tego regionu jest narażone na powstawanie perforacji w zmarzlinie w wyniku tworzenia się otwartych talików, oraz to, że obszary geologicznych nieciągłości stanowią nie mniej niż 1–2% jego powierzchni, to zdaniem naukowców „gwałtowne uwolnienie do 50 gigaton przewidzianego depozytu hydratu jest wysoce prawdopodobne w każdym momencie”. Zwiększyłoby to dwunastokrotnie stężenie metanu w ziemskiej atmosferze.

### Stoki kontynentalne
Gaz uwięziony w złożach na stoku kontynentalnym w Morzu Beauforta, zlokalizowany w rejonie występowania małych, stożkowatych wzgórz na dnie morskim, znajduje się jedynie 290 metrów poniżej poziomu morza i jest uważany za najpłycej położone znane złoże hydratu metanu na świecie.
Sejsmiczna obserwacja destabilizacji klatratów metanu wzdłuż stoku kontynentalnego wschodnich stanów USA, następującej po pojawieniu się cieplejszych prądów oceanicznych, sugeruje, że mogło nastąpić uwolnienie metanu w wyniku podwodnych osuwisk. Szacunkowa ilość hydratu metanu w zboczu wynosi 2,5 Gt (około 0,2% ilości potrzebnej do wywołania paleoceńsko-eoceńskiego maksimum termicznego) i nie jest obecnie jasne, czy uwolniony metan zdoła dotrzeć do atmosfery. Autorzy badania ostrzegają, że „jest to mało prawdopodobne, aby północnoatlantycka krawędź była jedynym regionem doświadczającym wpływu zmieniających się prądów morskich, zatem nasze szacunki 2,5 Gt hydratu metanu ulegającego destabilizacji mogą reprezentować jedynie ułamek globalnej ilości hydratu metanu ulegającego obecnie destabilizacji”.

## Podmorska zmarzlina
Podmorska zmarzlina występuje pod dnem morskim w rejonach polarnych szelfów kontynentalnych. Jako źródło metanu podmorska zmarzlina różni się od klatratu metanu, ale ma ono istotny wpływ na efekt końcowy zjawiska oraz zachodzące sprzężenia zwrotne.
W ostatnich latach przy pomocy pomiarów sonarnych oszacowano gęstość bąbli emitowanych z podwodnej zmarzliny do oceanu. Według naukowców podmorska zmarzlina w rejonie wschodniosyberyjskiego szelfu kontynentalnego emituje dziennie 100–630 mg CH4 / m². Badania wykazały także, że w trakcie sztormów, gdy wiatr przyspiesza wymianę gazową pomiędzy wodą a powietrzem, poziom metanu w wodzie istotnie spada. Wyniki obserwacji sugerują, że emisja metanu z podwodnej zmarzliny nie będzie postępować gwałtownie, a stopniowo. Z drugiej strony arktyczne cyklony napędzane przez globalne ocieplenie oraz dalsza kumulacja gazów cieplarnianych w atmosferze mogą przyczynić się do przyspieszenia emisji metanu z tego źródła.

## Złoża klatratu metanu
Klatrat metanu, zwany także hydratem metanu, jest formą lodu, zawierającą duże ilości metanu w swojej strukturze krystalicznej. W wielu lokalizacjach na Ziemi pod osadami dna morskiego zostały znalezione potencjalnie duże złoża klatratu metanu. Występują one w płytkich warstwach litosfery (np. do 2000 m); w skałach osadowych w regionach polarnych, gdzie średnia temperatura powierzchni jest niższa niż 0 °C, lub w osadach morskich w regionach, gdzie głębokość wody przekracza 300 m, a temperatura wody dennej wynosi około 2 °C. Klatrat metanu może występować także w głębokich jeziorach, takich jak Bajkał na Syberii. Szacunki rozmiarów złóż klatratu metanu znajdujących się na świecie, w zależności od autora, różnią się o rzędy wielkości. Najwyższe szacunki (np. 3×1018 m³) zakładają, że w pełni gęsty klatrat metanu zalega na całej powierzchni dna oceanicznego. Rosnące zrozumienie chemii klatratów oraz sedymentologii ujawniło, że hydrat klatratu tworzy się jedynie w wąskim przedziale głębokości (szelf kontynentalny), tylko w niektórych jego lokalizacjach i zwykle w niskich koncentracjach (0,9–1,5% objętości). Współczesne dane na temat złóż klatratów metanu wskazują, że są one znacznie mniejsze niż 10 000 do 11 000 Gt węgla (2×1016 m³), zaproponowane przez wcześniejszych badaczy jako powód do rozważenia zastosowania ich jako paliwa (MacDonald 1990, Kvenvolden 1998), i wynoszą 1×1015–5×1015 m³. Wielkość ta odpowiada 500–2000 Gt C i jest mniejsza niż szacowany depozyt 5000 Gt C dla pozostałych geo-organicznych złóż paliw na Ziemi, ale istotnie większa niż około 230 Gt C zawartego w innych złożach gazu. Wielkość złóż zdeponowanych w wiecznej zmarzlinie szacuje się na około 400 Gt C w rejonie arktycznym. W regionie antarktycznym wielkość takich złóż nie została zbadana.

### Metastabilne klatraty metanu
W rejonie Oceanu Arktycznego klatraty mogą występować w płytkich wodach (dzięki stabilizującemu działaniu niskich temperatur, zamiast wysokiego ciśnienia). Ten typ klatratów metanu może być potencjalnie bardzo podatny na rozpad ze względu na swoje występowanie blisko powierzchni dna morskiego oraz ustabilizowanie przez warstwę zmarzliny, zapobiegającą uwolnieniu metanu.
Począwszy od późnych lat 80. XX wieku tak zwane zjawisko samozachowania było obiektem intensywnych badań rosyjskich geologów. Metastabilny klatrat może stać się przyczyną emisji metanu, podobnych do tych, jakie miały miejsce podczas okresu maksimum ostatniego zlodowacenia. Badania z 2010 roku wykazały możliwość zajścia gwałtownej zmiany klimatu wywołanej destabilizacją metastabilnego klatratu metanu w rejonie Morza Wschodniosyberyjskiego.

## Modele symulacyjne
Badanie oparte na połączonym modelu cyklu klimat – węgiel (model ogólnej cyrkulacji), oceniające tysiąckrotne zwiększenie atmosferycznego stężenia metanu (z <1 ppmv do 1000 ppmv) z hydratu metanu (opartego na obliczeniach zawartości węgla dla PETM, wynoszących około 2000 gigaton węgla) w przeciągu pojedynczego impulsu, wykazało, że spowodowałoby ono zwiększenie temperatury atmosfery o ponad 6 °C w przeciągu 80 lat. Ilość węgla zdeponowanego w lądowej biosferze zmniejszyłaby się o 25%, sugerując krytyczną sytuację ekosystemów i rolnictwa, zwłaszcza w regionach tropikalnych.

## Opinie naukowców na temat hipotezy
Część środowiska naukowego uważa, że powszechna destabilizacja klatratu metanu zdeponowanego w podmorskiej zmarzlinie może spowodować uwolnienie dużych ilości metanu. Nawet gdyby jedynie część uwolnionego metanu osiągnęła powierzchnię wody, to potencjał tworzenia efektu cieplarnianego metanu oraz trwałość jego cieplarnianego produktu utlenienia (CO2) nasila obawy, że proces „pistoletu metanowego” może powoli prowadzić do punktu krytycznego współczesnego okresu klimatycznego Ziemi.
Większość złóż klatratu metanu znajduje się zbyt głęboko w skałach osadowych, aby możliwe było zajście szybkiej reakcji. Według modelu zaproponowanego przez D. Archera (2007) wymuszanie metanowe odgrywa obecnie drugorzędną rolę w kreowaniu efektu cieplarnianego. Złoża klatratu metanu ulegają destabilizacji w najgłębiej położonych częściach ich strefy stabilności, które znajdują się zwykle setki metrów poniżej dna morskiego. Długotrwały wzrost temperatury wody wywołałby ogrzanie osadów i spowodowałby destabilizację najpłycej położonych złóż klatratu metanu. Jednak aby wywołać destabilizację dennych klatratów, proces ogrzewania musiałby trwać prawdopodobnie około tysiąca lat albo dłużej. Istnieje jednak również możliwość formowania się ścieżek migracji gazu w strefach uskoków Morza Wschodniosyberyjskiego, w wyniku tworzenia talików lub formacji pingo-podobnych.
Według Environmental Protection Agency zawartość metanu w atmosferze w okresie od 600 000 lat temu do roku 1900 utrzymywała się na poziomie 400–800 ppb i od roku 1900 zaczęła rosnąć, aby osiągnąć poziom około 1600–1800 ppb. W roku 2008 U.S. Department of Energy’s Office of Biological and Environmental Research w ramach programu badawczego IMPACTS oraz United States Geological Survey’s w ramach programu Climate Change Science zidentyfikowały potencjalną destabilizację klatratu metanu w rejonie Arktyki jako jeden z czterech najpoważniejszych scenariuszy nagłej zmiany klimatu, które zostały wyróżnione jako priorytetowe programy badawcze. USCCSP opublikował w grudniu 2008 roku raport szacujący rozmiar ryzyka. Ocena literatury naukowej z 2012 roku wskazuje na hydrat metanu zdeponowany na szelfie wschodnio-arktycznych mórz jako potencjalny czynnik rozpoczynający proces sprzężenia zwrotnego.